# Ophrys melitensis
Espèce
Statut de conservation UICN

 LC  : Préoccupation mineure
Ophrys melitensis, l'Ophrys de Malte, est une espèce de plantes dicotylédones de la famille des Orchidaceae, sous-famille des Orchidoideae, endémique de l'archipel maltais.
C'est une plante herbacée vivace par son bulbe (géophyte) dont les fleurs sont pollinisées par une espèce d'abeilles, Chalicodoma sicula. Ce caractère a justifié son rattachement au « groupe d'Ophrys bertolonii », qui regroupe 11 espèces proches. C'est la seule espèce du groupe présente à Malte.
Cette espèce est strictement protégée par la législation nationale et européenne, et des zones spéciales de conservation ont été désignées pour assurer sa protection et celle de son habitat.

## Taxinomie
Cette espèce d'Orchidées a été décrite initialement par le botaniste allemand Hans-Erich Salkowski comme une sous-espèce d’Ophrys sphegodes, sous le nom d’Ophrys sphegodes subsp. melitensis (basionyme), et publiée en 1992 dans  Mitteilungsbl. Arbeitskreis Heimische Orchid. Baden-Württemberg 24(4): 633, 640.
Elle a été renommée sous le nom d’Ophrys melitensis  par Jean Devillers-Terschuren et Pierre Devillers en 1994 (Naturalistes Belges, bulletin Mensuel, 75(Orchid. 7): 380).

### Synonymes
Selon The Plant List (15 juillet 2021) :
- Ophrys aurelia P.Delforge, Devillers-Tersch. & Devillers[5]
- Ophrys balearica P.Delforge
- Ophrys catalaunica O.Danesch & E.Danesch
- Ophrys disjecta Murr
- Ophrys explanata (Lojac.) P.Delforge
- Ophrys gelmii Murr
- Ophrys magniflora Geniez & Melki
- Ophrys promontorii O.Danesch & E.Danesch
- Ophrys saratoi E.G.Camus
- Ophrys tarentina Gölz & H.R.Reinhard